# Лилейник буро-жёлтый
Лиле́йник буро-жёлтый, или красодне́в рыжий (лат. Hemerocállis fulva) — красивоцветущее многолетнее травянистое растение; вид рода Лилейник подсемейства Лилейниковые (Hemerocallidoideae) семейства Асфоделовые (Asphodelaceae).

## Ботаническое описание
Корневище ползучее.

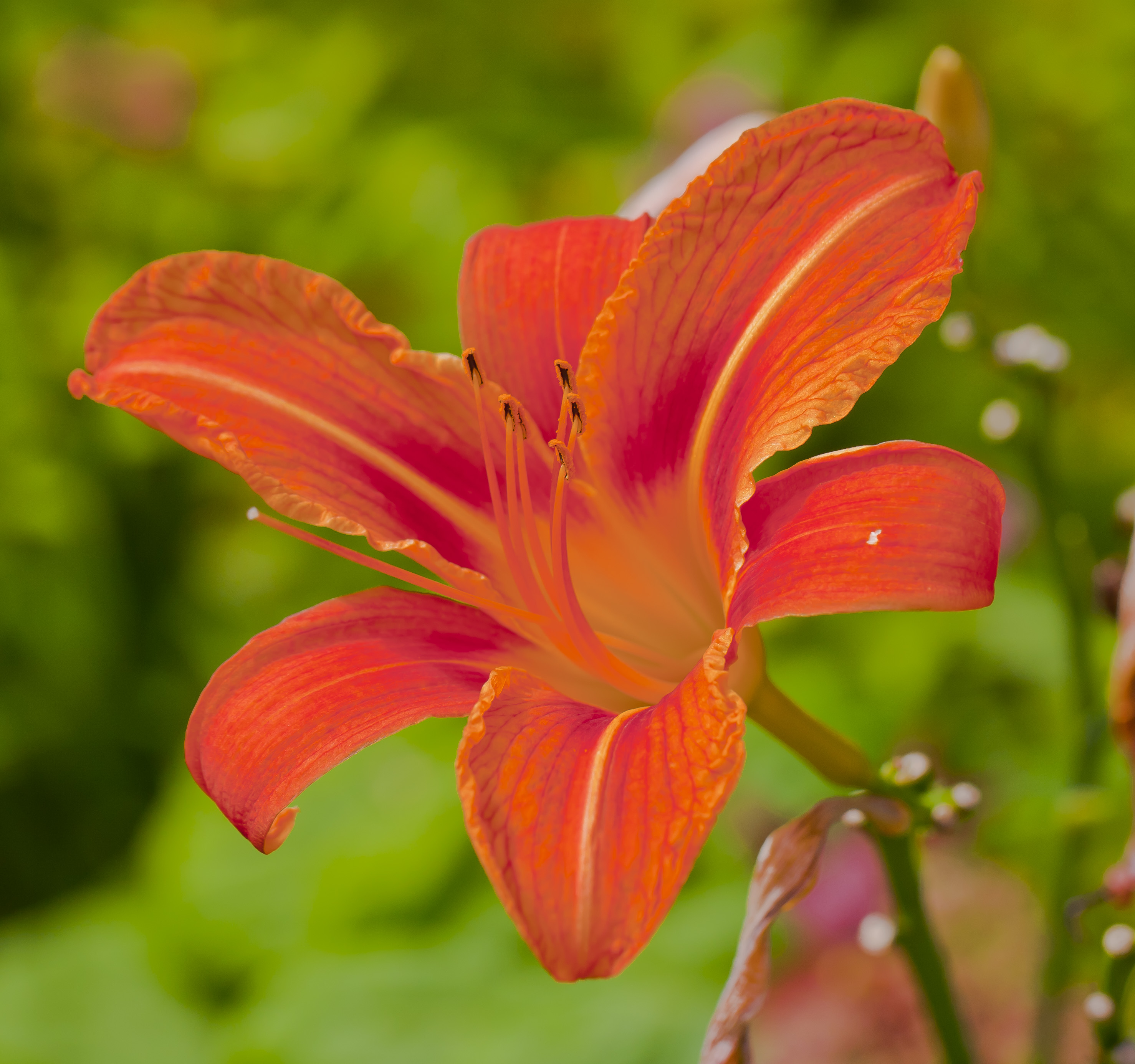
Цветок

Листья прикорневые, линейные, до 100 см длиной и до 3 см шириной, плавно изогнутые, светло-зелёные.
Стебли высотой до 120 см.
В соцветии от 6 до 12 цветков.
Цветки крупные, до 10 см диаметром, венчик широковоронковидный, окраска желтовато-оранжевая; пыльники чёрные. Цветение во второй половине лета.

## Распространение и экология

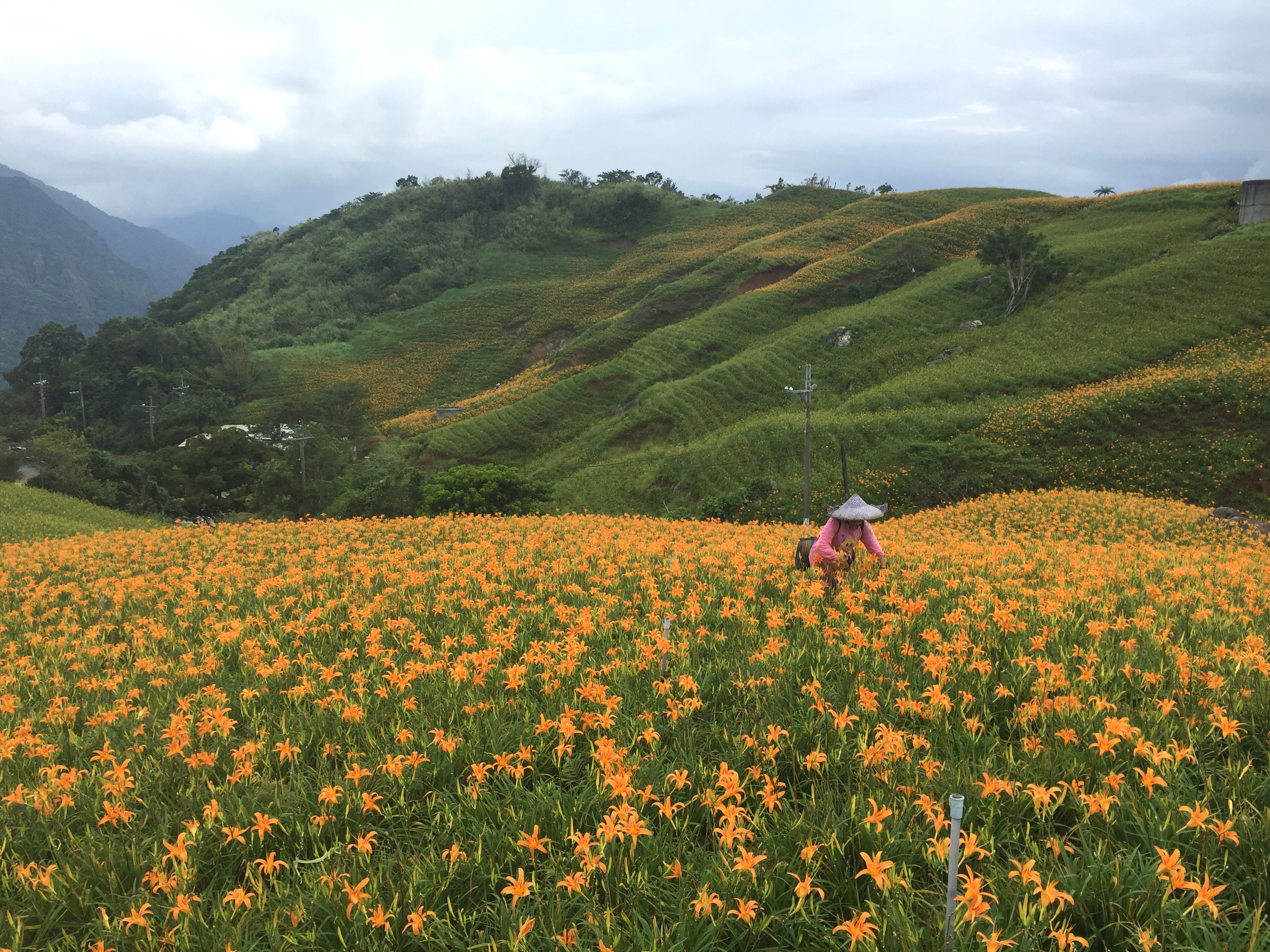
Hemerocallis fulva на Тайване

Растёт в лесах, на лугах, по берегам рек. В дикорастущем состоянии встречается на Дальнем Востоке России и в Китае.
Легко дичает. В одичавшем состоянии встречается во многих регионах Евразии.

## Значение и применение
Декоративное растение, выведено множество садовых сортов.